# A Girl in the River: The Price of Forgiveness
A Girl in the River: The Price of Forgiveness ist ein Dokumentarfilm über Ehrenmorde und Häusliche Gewalt in Pakistan aus dem Jahr 2015 von Sharmeen Obaid-Chinoy. Der Film wurde von Tina Brown und Sheila Nevins produziert; bei der Oscarverleihung 2016 gewann er in der Kategorie besten Dokumentar-Kurzfilm.

## Handlung
A Girl in the River: The Price of Forgiveness zeigt das 18-jährige Mädchen Saba Qaise aus Pakistan, die einen Ehrenmord-Anschlag durch ihren Vater und ihren Onkel auf sich überlebt. Ihre Familie fühlte sich durch eine Liebesbeziehung entehrt.
Mit Unterstützung des Polizeibeamten Ali Akbar kann das Opfer für die Inhaftierung der Täter sorgen. Während sie im Krankenhaus liegt beteuert Saba ihre Position, den Tätern keinesfalls zu verzeihen. Dargestellt werden auch die Äußerungen des Vaters, der sich rechtfertigt.
Letztlich wird Saba Qaise aber durch den gesellschaftlichen Druck zum Verzeihen genötigt und ermöglicht so die Heimkehr der Täter.

## Auszeichnungen
Gewonnen:
- Bester Dokumentar-Kurzfilm der Oscarverleihung 2016